# Doug Wilson
Douglas Frederick „Doug“ Wilson (* 5. Juli 1957 in Ottawa, Ontario) ist ein ehemaliger kanadischer Eishockeyspieler und derzeitiger -funktionär, der im Verlauf seiner aktiven Karriere zwischen 1977 und 1993 insgesamt 1.119 Spiele für die Chicago Black Hawks und San Jose Sharks in der National Hockey League (NHL) bestritt. Dabei war er in den 1980er-Jahren einer der besten Abwehrspieler der NHL und wurde daher im Jahr 1982 mit der James Norris Memorial Trophy ausgezeichnet. Darüber hinaus stand er am Saisonende dreimal in einem der beiden NHL All-Star Teams und wurde siebenmal zum NHL All-Star Game eingeladen. Im Jahr 2020 wurde er mit der Aufnahme in die Hockey Hall of Fame geehrt.
Bei den San Jose Sharks war Wilson anschließend von Mai 2003 bis April 2022 als General Manager sowie zwischenzeitlich als Executive Vice President of Hockey Operations tätig.

## Karriere

### Als Spieler
Wilson begann seine Karriere 1974 in der kanadischen Juniorenliga Ontario Major Junior Hockey League (OMJHL) bei den Ottawa 67’s. In seinen ersten zwei Jahren in der OMJHL zeigte er schon sehr gute Qualitäten als offensiver Verteidiger und punktete fleißig. Doch erst nach seiner dritten Saison wurde er im NHL Amateur Draft 1977 von den Chicago Black Hawks in der ersten Runde an Position sechs ausgewählt, zudem wählten ihn die Indianapolis Racers im WHA Amateur Draft 1977 ebenfalls in Runde eins an fünfter Position aus. 
Im Herbst 1977 schaffte er gleich den Sprung in den NHL-Kader der Black Hawks und spielte eine überzeugende erste Saison. Wilson etablierte sich nicht nur im Team, sondern auch in der NHL im Laufe der Jahre als starker Verteidiger, der auch selbst punkten konnte. Seine beste Saison spielte er 1981/82, als er 85 Punkte erzielte. Dabei waren besonders die 39 Tore, die er erzielt hatte, für einen Verteidiger ungewöhnlich viele. Er erhielt für seine Leistung die James Norris Memorial Trophy als bester Verteidiger der Liga.
Auch in den folgenden Jahren setzte er seine guten Leistungen fort und gehörte weiterhin zu den besten Defensivspielern der Liga. 1985 übernahm Wilson den Posten als Vize-Präsident der Spielergewerkschaft National Hockey League Players’ Association und nahm mit einer NHL-Auswahl am sogenannten Rendez-vous ’87 teil. Während er in den weiteren Jahren durch Verletzungen gebremst wurde, konnte er in der Saison 1989/90 noch einmal sein Können aufblitzen lassen. Mit 73 Punkten in 70 Spielen gehörte er zu den Topscorern unter den Verteidigern und die Blackhawks zogen in den Play-offs bis ins Halbfinale ein.
Im September 1991 wurde Wilson für Kerry Toporowski und einen Draft-Wahlrecht der zweiten Runde im NHL Entry Draft 1992 – mit dem später der russische Verteidiger Boris Mironow ausgewählt wurde – zu den San Jose Sharks transferiert. Das Team stand vor seiner ersten Saison in der NHL und Wilson führte die Mannschaft als erster Mannschaftskapitän des Franchise aufs Eis. Zudem war er im Frühjahr 1992 der erste Spieler der Sharks, der am NHL All-Star Game teilnahm. Nach zwei Jahren in San Jose beendete er 1993 seine Karriere.

### NHLPA und Management
Nach dem Ende seiner aktiven Karriere blieb Wilson der NHL treu. Bereits während seiner aktiven Laufbahn war er 1992 Präsident der NHLPA geworden und seine Amtszeit fiel dadurch in eine schwierige Phase. Im Herbst 1994 scheiterten die Verhandlungen zwischen der NHLPA, den Teambesitzern und der Liga über den Abschluss eines neuen Collective Bargaining Agreements, eine Art Tarifvertrag. Die Teambesitzer reagierten darauf und sperrten die Spieler aus, sie verhängten einen Lockout. Der Start der Saison 1994/95 musste dadurch bis in den Januar 1995 verschoben werden. Erst dann hatte man eine Einigung erreicht. Während des Lockouts schlossen sich einige Spieler europäischen Teams an, andere pausierten einfach. Wayne Gretzky hatte einige Spieler zusammengerufen und die Ninety-Nine All-Stars gegründet, mit denen er in mehreren europäischen Städten Spiele austrug. Wilson fungierte dabei als Trainer des Teams. Ihm assistierten der Vater von Gretzky sowie der von Mark Messier.
Bis 1997 arbeitete er weiter für die NHLPA, wechselte aber dann in das Management der San Jose Sharks, wo er Direktor für die Spielerausbildung und -förderung wurde. 1998 gehörte er zum Management der kanadischen Nationalmannschaft bei den Olympischen Winterspielen in Nagano.
Im gleichen Jahr erhielt Wilson in seiner Heimatstadt Ottawa eine besondere Ehre, als die Ottawa 67’s seine Trikotnummer 7 offiziell sperrten und er in die Ottawa Sports Hall of Fame aufgenommen wurde.
Nach einer sehr enttäuschenden Saison 2002/03 wurde Wilson zum General Manager der San Jose Sharks befördert. Ende November 2005 gelang es ihm, Joe Thornton zu akquirieren, der auch gleich bester Scorer der Saison wurde. Weitere Verpflichtungen waren unter anderem Dany Heatley, Logan Couture und Brent Burns, die gemeinsam mit Patrick Marleau, Joe Pavelski und Thornton wesentliche Akteure der Sharks in den späten 2000er und 2010er Jahren darstellten. Unter seiner Ägide erreichte die Mannschaft in den Playoffs 2016 ihr erstes Stanley-Cup-Finale, unterlag dort allerdings den Pittsburgh Penguins mit 2:4.
Im November 2021 nahm Wilson eine gesundheitlich begründete Auszeit, bevor er im April 2022 von seiner Position als General Manager zurücktrat. Er gab an, sich vorerst auf seine Genesung konzentrieren zu wollen, sodass interimsweise sein bisheriger Assistent Joe Will die Geschäfte übernahm. Wilson war somit von 2003 bis 2022 als „GM“ der Sharks tätig und somit zum Zeitpunkt seines Rücktritts einer der dienstältesten General Manager, so wurde er in der Amtszeit unter den Aktiven nur von David Poile übertroffen.

## Erfolge und Auszeichnungen
| - 1976 OMJHL Third All-Star Team - 1977 Teilnahme am OMJHL All-Star Game - 1977 J.-Ross-Robertson-Cup-Gewinn mit den Ottawa 67’s - 1977 OMJHL First All-Star Team - 1982 Teilnahme am NHL All-Star Game - 1982 James Norris Memorial Trophy - 1982 NHL First All-Star Team - 1983 Teilnahme am NHL All-Star Game - 1984 Teilnahme am NHL All-Star Game - 1985 Teilnahme am NHL All-Star Game | - 1985 NHL Second All-Star Team - 1986 Teilnahme am NHL All-Star Game - 1987 Teilnahme am Rendez-vous ’87 - 1990 Teilnahme am NHL All-Star Game - 1990 NHL Second All-Star Team - 1992 Teilnahme am NHL All-Star Game - 1998 Sperrung der Trikotnummer 7 durch die Ottawa 67’s - 1998 Aufnahme in die Ottawa Sports Hall of Fame - 1999 Aufnahme in die Chicago Sports Hall of Fame - 2020 Aufnahme in die Hockey Hall of Fame |

### International
- 1984 Goldmedaille beim Canada Cup

## Karrierestatistik

### International
| Vertrat Kanada bei: - Canada Cup 1984 | Vertrat die National Hockey League bei: - Rendez-vous ’87 |

(Legende zur Spielerstatistik: Sp oder GP = absolvierte Spiele; T oder G = erzielte Tore; V oder A = erzielte Assists; Pkt oder Pts = erzielte Scorerpunkte; SM oder PIM = erhaltene Strafminuten; +/− = Plus/Minus-Bilanz; PP = erzielte Überzahltore; SH = erzielte Unterzahltore; GW = erzielte Siegtore; 1 Play-downs/Relegation; Kursiv: Statistik nicht vollständig)

## Familie
Wilsons älterer Bruder Murray war ebenfalls professioneller Eishockeyspieler. Er war für die Canadiens de Montréal und Los Angeles Kings in der NHL aktiv und konnte viermal den Stanley Cup gewinnen.